# 上夸克
在所有種類的夸克中，（up quark，中国大陆又称“上夸克”）的質量最小，裸質量約為1.8–3.0 MeV/c2。上夸克是第一代夸克， 是自旋為1⁄2的費米子。帶有電荷+2⁄3 e。根據粒子物理學的標準模型理論，上夸克與下夸克是構成核子的基本粒子，質子擁有兩個上夸克和一個下夸克，而中子則有一個上夸克和兩個下夸克。上夸克參與所有四種基本相互作用：引力相互作用、電磁相互作用、弱相互作用與強相互作用。上夸克的反粒子為反上夸克。
1964年，默里·蓋爾曼 及喬治·茨威格首先提出上夸克的存在，目的是在解釋強子的八重道分類系統。1967年，透過在史丹佛直線加速器進行的深度非彈性散射實驗，首度證實了上夸克存在。

## 歷史
在粒子物理學的發展初期（20世紀前半），質子、中子、π介子等等強子都被視為基本粒子。可是，隨著更多新強子被發現，粒子園也跟著擴張，從1930年代與1940年代的幾種粒子擴張至1950年代的幾十種粒子。可是，物理學者並不清楚它們彼此之間的關係。1961年，默里·蓋爾曼與瑜法爾·尼曼分別獨立地提出一種稱為八重道的分類系統，以數學術語來說，就是 SU(3) 味對稱性。
這種分類系統將各種強子組織成同位旋多重態，然而，它背後的物理理論並不明朗。1964年，蓋爾曼與喬治·茨威格分別獨立地提出夸克模型，其最初僅僅描述了上夸克、下夸克與奇夸克的物理行為可是，雖然夸克模型解釋了八重道，並沒有任何實驗直接證實了夸克的存在。1968年，在史丹佛直線加速器中心，深度非彈性散射實驗揭露，質子擁有內在結構，質子是由三個更為基礎的粒子組成，從而夸克模型被公認為正確無誤。
最初，人們很不願接受這事實，他們比較喜歡理查·費曼的部分子模型。隨著時間流逝，夸克理論漸漸被人們接受。更多內容，請參閱11月革命。

## 質量
儘管上夸克極為常見，物理學者並不明確它的裸質量，其數值大概是在1.8與3.0 MeV/c2之間使用格點色動力學計算可以給出比較準確的數值： 2.01±0.14 MeV/c2。
夸克的質量不能夠做實驗直接測量，因此是相當難決定的數量。在介子或重子裡，夸克的有效質量會變得很大，這是源自於夸克與夸克之間的膠子場所造成的結合能，注意到狹義相對論允許能量與質量之間的相互轉換。由於上夸克的裸質量很小，它不能被直接計算出來。:135